# 어도비 파이어플라이
어도비 파이어플라이(Adobe Firefly)는 크리에이티브 제작을 위한 웹 앱이자 생성형 인공지능 모델 제품군이다. 기능에는 텍스트-이미지와 텍스트-비디오가 포함된다. 어도비 크리에이티브 클라우드의 일부이며 포토샵의 생성형 채우기 도구를 포함한 다른 크리에이티브 클라우드 앱의 기능도 지원한다. 비디오 모델은 현재 공개 베타 단계에서 테스트 중이며, 이미지 생성 도구는 구독을 통해 사용할 수 있다.
어도비 파이어플라이는 어도비의 센세이(Sensei) 플랫폼을 사용하여 개발되었다. 파이어플라이는 크리에이티브 커먼즈, 위키미디어, 플리커 커먼즈의 이미지는 물론 어도비 스톡 및 퍼블릭 도메인의 이미지와 비디오 3억 개로 훈련되었다. 어도비가 라이선스를 소유하거나 퍼블릭 도메인인 훈련 데이터에만 의존하기 때문에 모델의 결과물을 "상업적으로 안전하다"고 설명했다.
파이어플라이 엔터프라이즈는 2023년 6월 22일에 출시되었다.

## 역사
어도비 파이어플라이는 2022년 9월 어도비 MAX 컨퍼런스에서 처음 발표되었다. 처음에는 2023년 3월 공개 베타로 출시되었으며, 현재 모든 어도비 크리에이티브 클라우드 구독자에게 제공된다.
어도비 파이어플라이는 어도비의 AI 플랫폼인 어도비 Sensei를 기반으로 구축되었다. Sensei는 포토샵의 개체 선택 및 라이트룸의 이미지 자동 개선과 같은 어도비 크리에이티브 소프트웨어의 다양한 기능에 사용되었다.
파이어플라이는 일러스트레이터, 프리미어 프로, 익스프레스에서 특히 미디어의 특정 부분을 개선하거나 변경하기 위한 사진, 비디오, 오디오 생성 기능을 확장했다.
엔비디아 피카소(NVIDIA Picasso)는 일부 어도비 파이어플라이 모델을 실행한다.
구글은 바드(현재 제미나이)에서 파이어플라이를 AI 이미지 생성기로 사용할 계획이었지만 결국 자체 이매진 모델을 사용했다.
마텔, IBM, 덴츠도 어도비와 파트너십을 맺었다.
데모에서는 사진의 다양한 변형을 생성하는 기능을 보여주었다.
2025년 4월, 어도비는 어도비 파이어플라이 웹 애플리케이션에서 어도비 파이어플라이 이미지 4 및 파이어플라이 이미지 4 울트라 모델을 출시했다.